# Corvin-negyed metróállomás
A Corvin-negyed a budapesti M3-as metróvonal egyik állomása a Semmelweis Klinikák és a Kálvin tér között. 1976 és 2011 között az állomás neve Ferenc körút volt. Az állomást 1976. december 31-én adták át a M3-as metróvonal első szakaszának részeként.

## Jellemzői
Az állomás középperonos kialakítású, ötalagutas, 26,97 méterrel van a felszín alatt. Az állomás kijárata a Nagykörút/Üllői út kereszteződése alatt lévő aluljáróba torkollik, innen lehet a felszínre jutni. Az állomáson négy mozgólépcső van, liftek is összekötik az aluljáróval.
A 2020-2022 között zajló felújítás során, az állomás új arculatot kapott, mely során a Csillagok háborúja ihlette a metróállomás tervezőit.

## Átszállási kapcsolatok
Az M3-as metróvonal itt találkozik a Nagykörúton közlekedő 4-es, 6-os villamosvonallal, emiatt fontos átszállóhely Buda, illetve a VII., VIII. kerület felé.
| Corvin-negyed | 4, 6 | Corvin Budapest Filmpalota, Iparművészeti Múzeum, Corvin sétány, Zászlómúzeum, Trafó – Kortárs Művészetek Háza, Corvin bevásárlóközpont, Holokauszt Emlékközpont |

## Képek

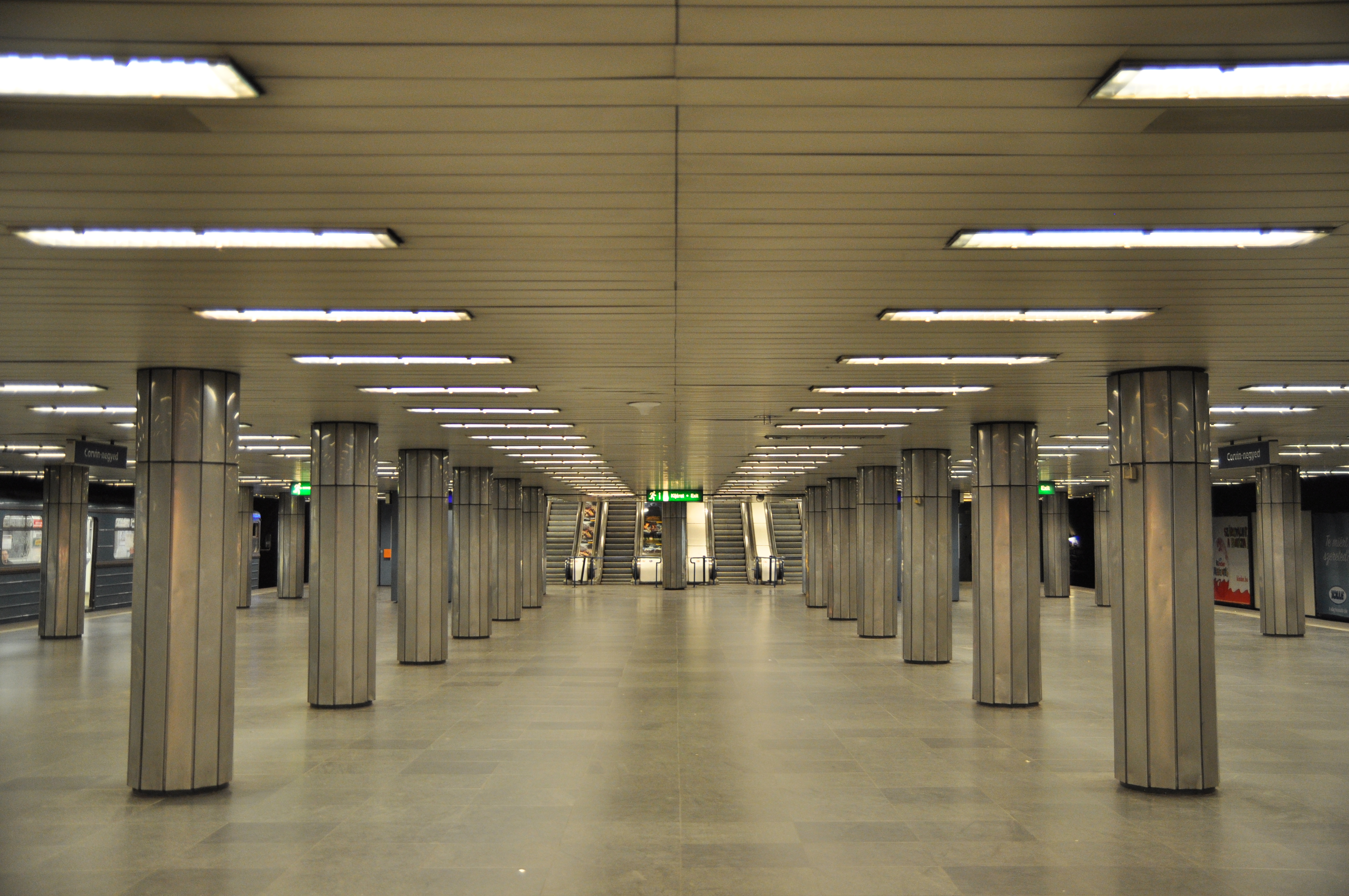
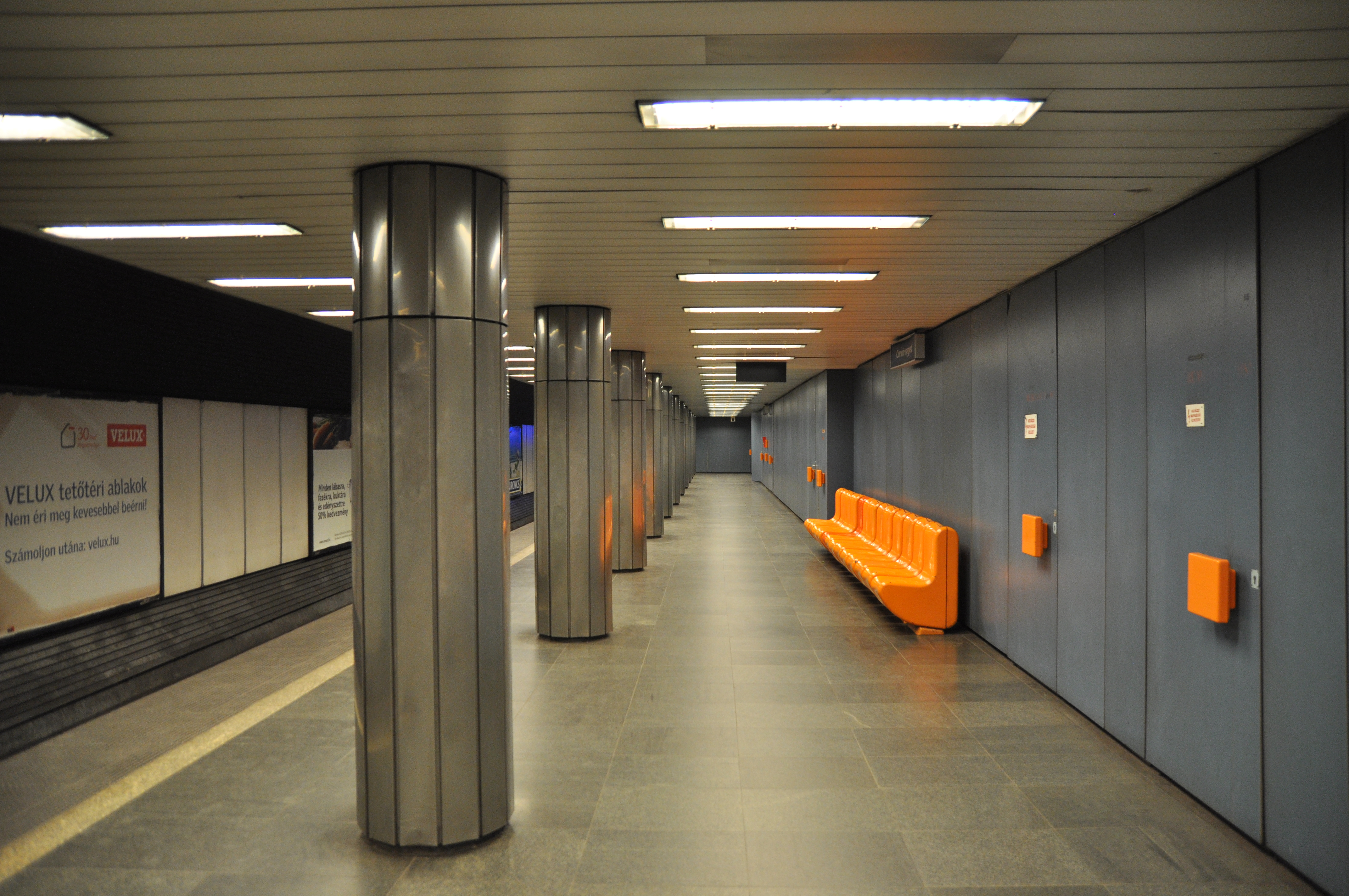
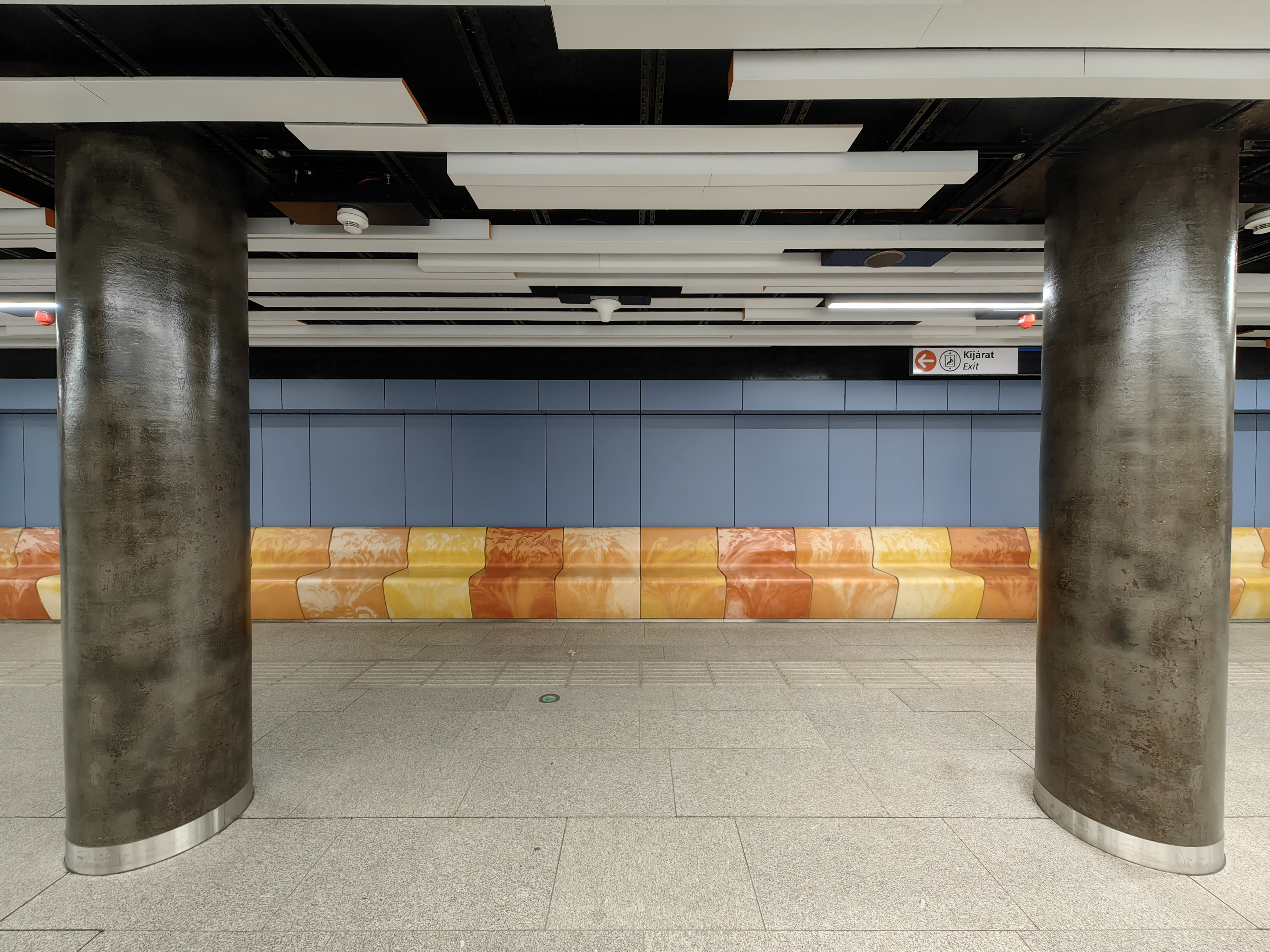
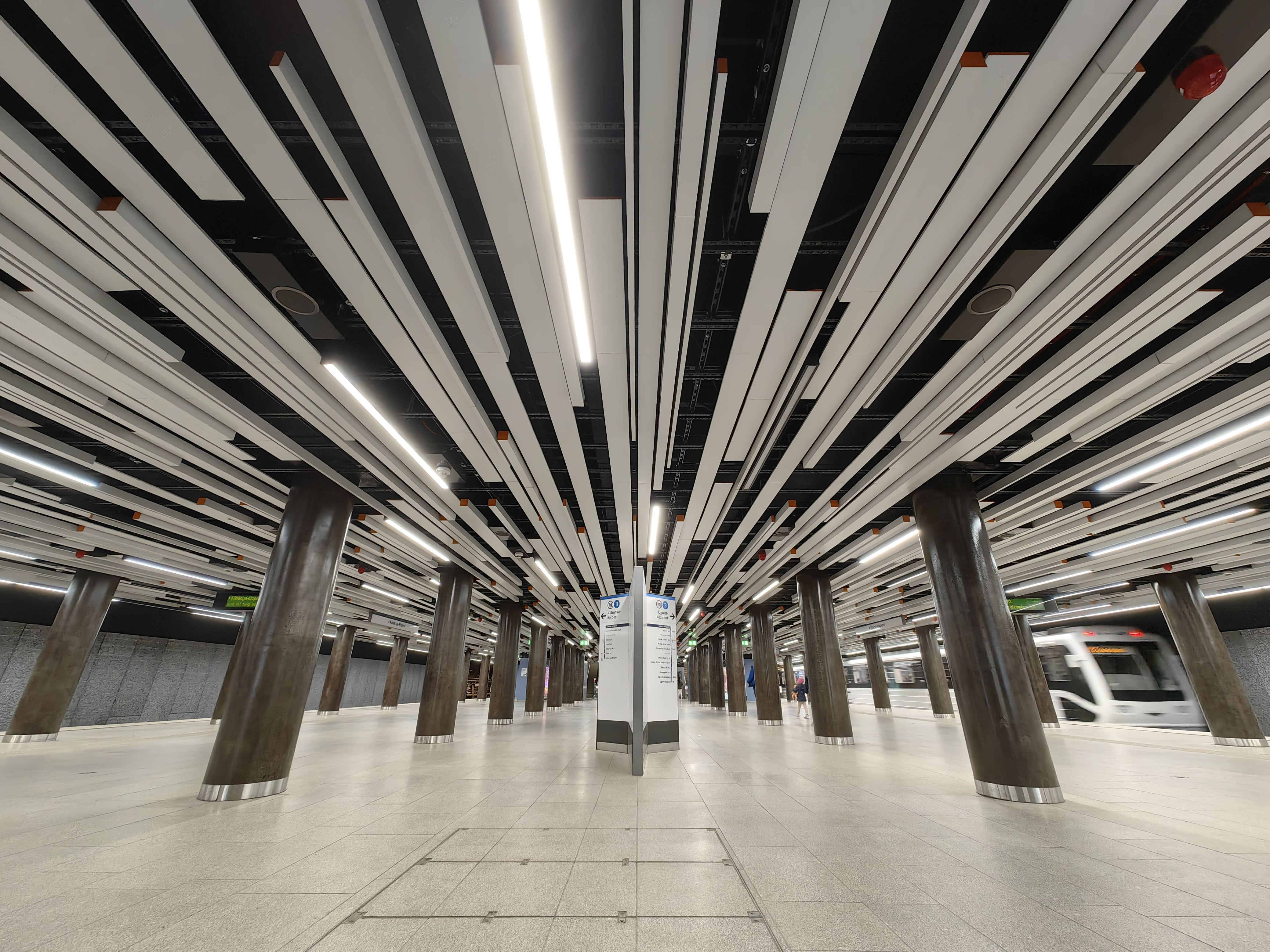
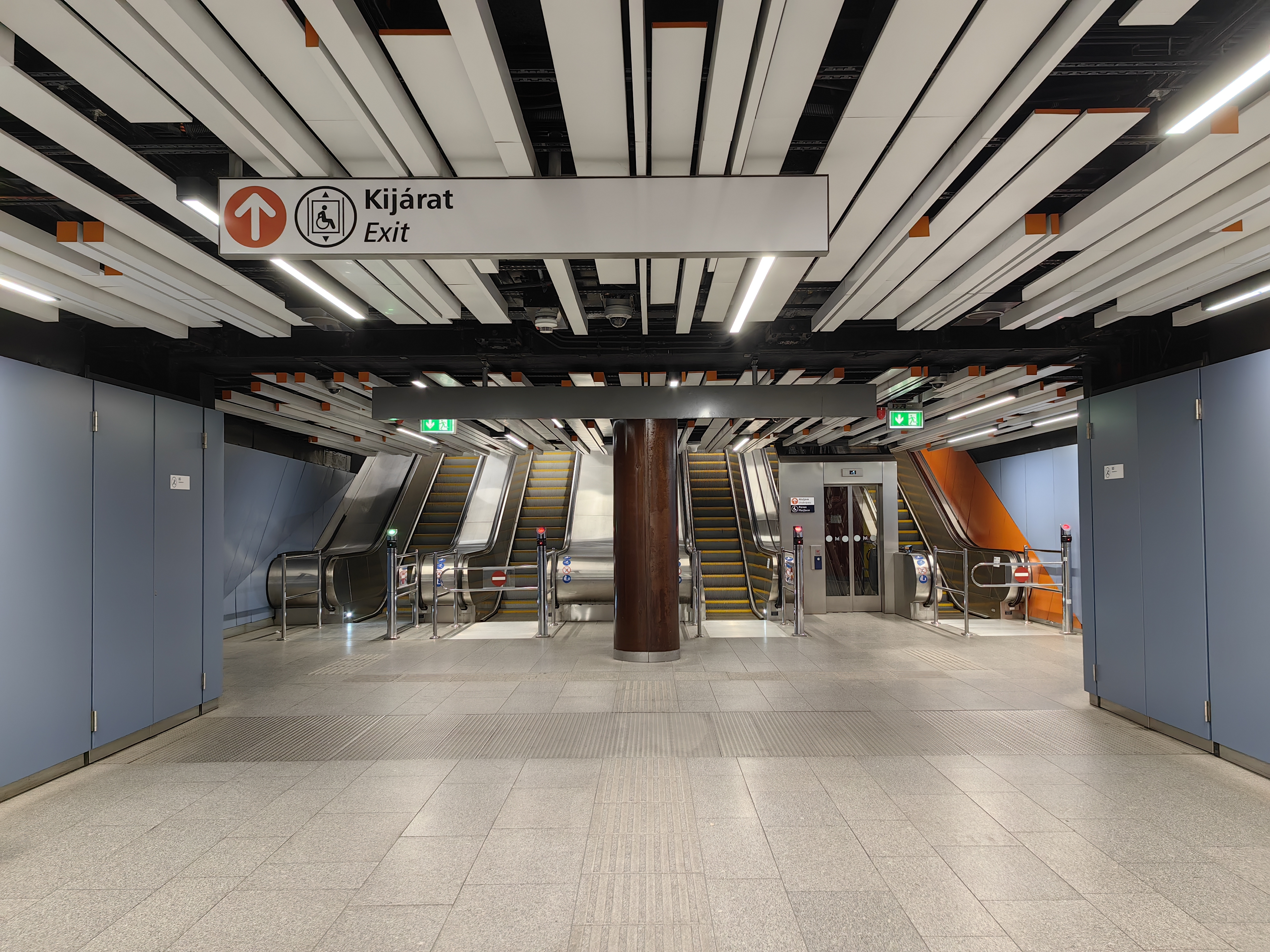
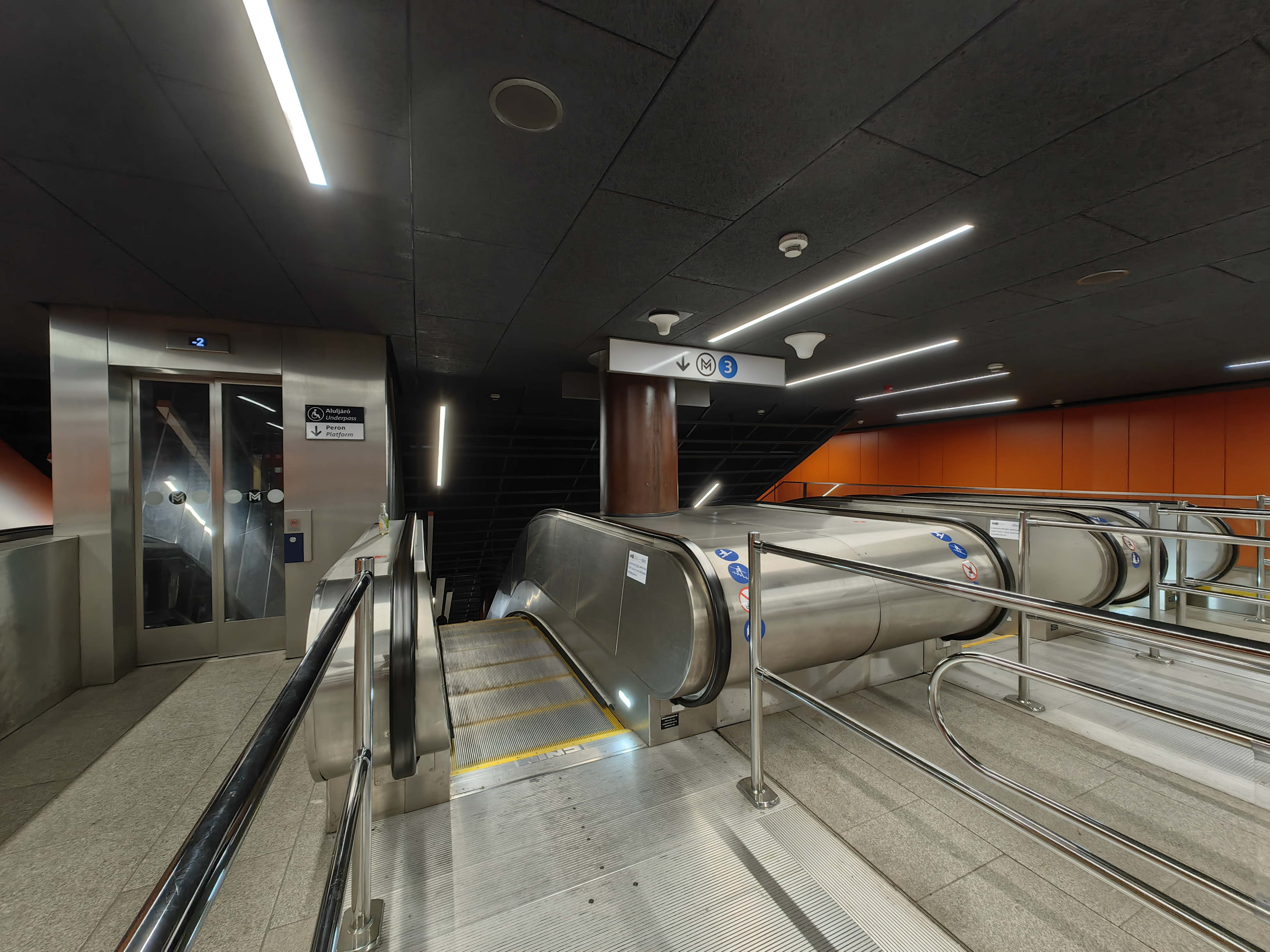